# Го Пу
Го Пу (кит. 郭璞, пиньинь Guō Pú; 276, Вэньси — 324) — китайский поэт, писатель

, учёный в области естественной истории, предсказатель и филолог-комментатор времён династии Восточная Цзинь.
Второе имя — Го Цзинчунь (кит. 郭景純).

## Биография
Родился в 276 году в уезде Вэньси (на территории современной провинции Шаньси) в семье мелких чиновников. В «Книге Цзинь» описывается как неразговорчивый человек, увлечённый древними текстами и искусный в оккультном знании.
Около 310 года бежал из родных мест от наступавшей армии Лю Юаня. Потрясённый увиденным по дороге через истерзанные войной города долины реки Хуанхэ, Го Пу написал несколько стихотворений, в том числе «Фу об изгнании». Переправившись через реку Янцзы, попал в Лоян и нанялся там на службу к главе города Инь Ю. Сопровождал того в 311 году в поездке в Цзянькан, где встретился с министром Ван Дао, — тот выразил своё расположение Го Пу.
Впоследствии заслужил расположение и императора Юань-ди, оценившего, в том числе, фу, написанное по случаю его восшествия на престол.
Во время восстания генерала Ван Дуня попал в немилость к последнему, — тому не понравилось гадание Го Пу. В итоге в 324 году предсказатель был казнён повстанцами. После подавления восстания, императорским указом Го Пу был посмертно назначен правителем Хуннуна.

## Творчество
Из поэтического наследия Го Пу сохранилось всего 22 стихотворения. Наиболее известные из них составляют цикл «Путешествие к бессмертным» (кит. 遊仙詩), в котором автор превозносит отшельничество и отказ от земных благ, почестей и славы. По духу творчество Го Пу близко идеям даосизма.
Го Пу известен такое как автор комментариев к целому ряду книжных памятников древних веков, среди которых «Шань хай цзин», «Эръя», «Книга Перемен», «Жизнеописание сына Неба Му», «Чуские строфы», «Цыхай», «Цыюань» и другие.
Также авторство Го Пу приписывается книге «Цзаншу» («Книга захоронений»), в которой описываются используемые по сей день принципы фэншуя.